# Vaiana 2

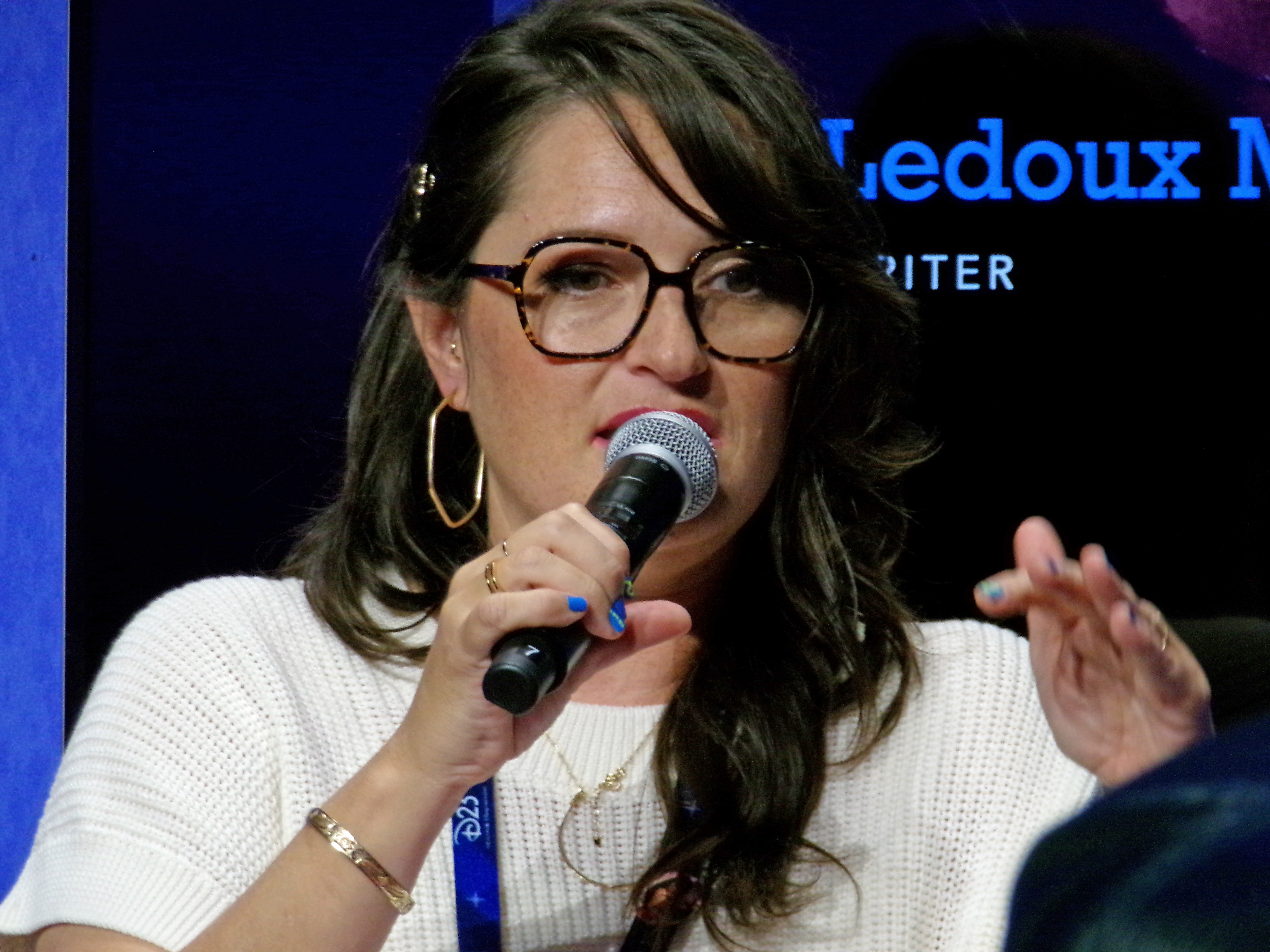
Dana Ledoux Miller, codirector i coguionista del film.

Vaiana 2 (títol original, Moana 2) és una pel·lícula animada d'aventures i fantasia estatunidenca produïda per Walt Disney Animation Studios i distribuïda per Walt Disney Studios Motion Pictures. És la segona entrega de la franquícia Vaiana i seqüela de Vaiana (2016). La pel·lícula va ser escrita i dirigida per David G. Derrick Jr. (en el seu debut com a director) i produïda per Osnat Shurer. Auli'i Cravalho i Dwayne Johnson repeteixen els seus papers de Vaiana i Maui en la versió original. S'ha doblat al català.
El desenvolupament de Vaiana 2 va començar originalment el 2020 com a sèrie de televisió per a Disney+ abans de ser reelaborada en una seqüela cinematogràfica el febrer de 2024. Es va confirmar que Shurer tornaria com a productora, juntament amb l'artista Derrick com a director i guionista, fet que el va convertir en el primer samoà a dirigir un projecte de Walt Disney Animation Studios. Mark Mancina i Opetaia Foa'i, els compositors de la primera pel·lícula, tornen a escriure les cançons, mentre que Abigail Barlow i Emily Bear substitueixen Lin-Manuel Miranda com a compositors addicionals.
Vaiana 2 està previst que s'estreni als Estats Units el 27 de novembre de 2024.